# Report on a National Bank

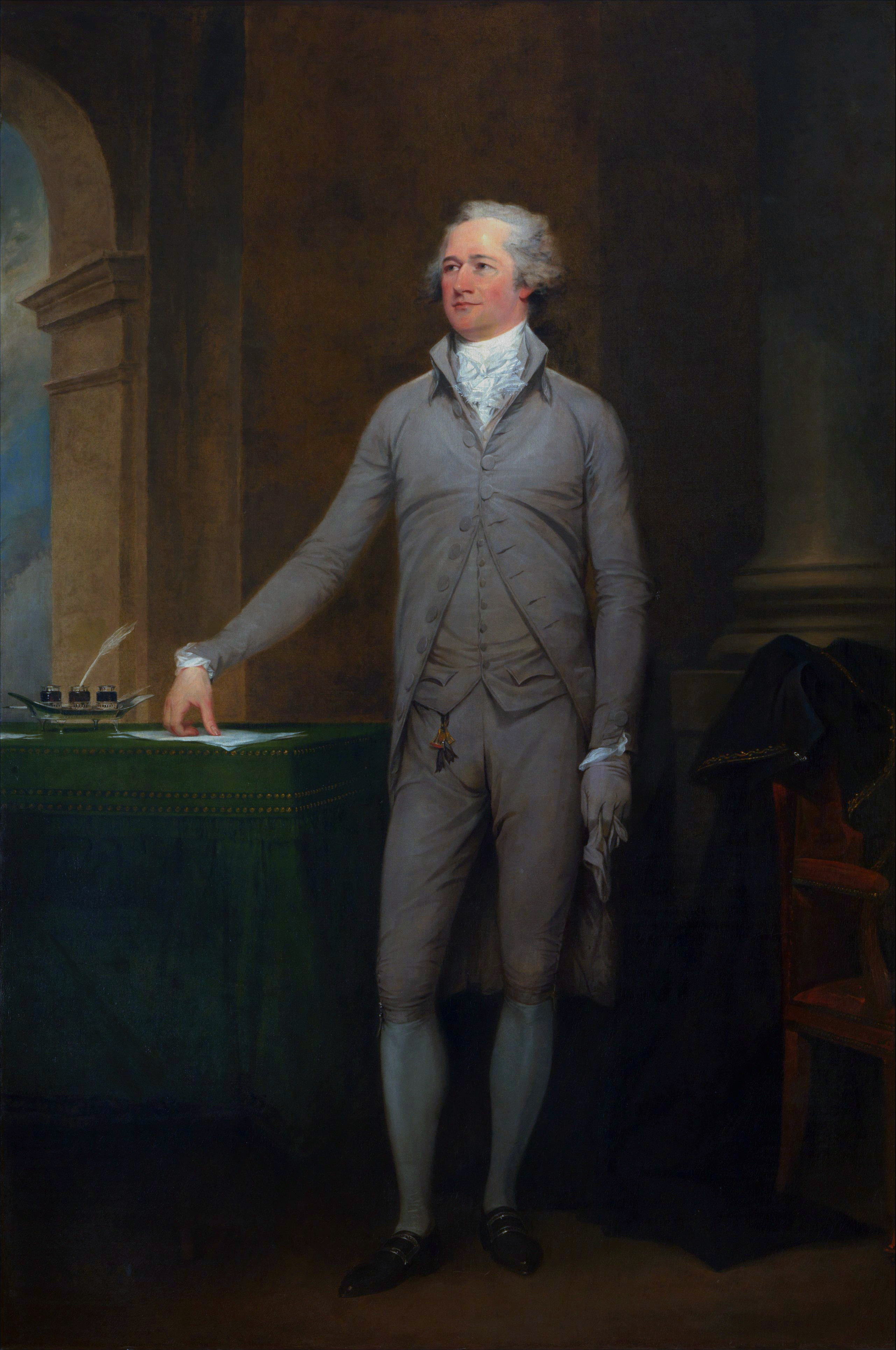
Alexander Hamilton (John Trumbull, 1792)

Der Second Report on the Further Provision Necessary for Establishing Public Credit („Zweiter Bericht zu weiteren Maßnahmen, die für die Schaffung öffentlichen Kredits notwendig sind“), genannt Report on a National Bank, war der zweite bedeutende Finanzbericht des ersten Finanzministers der Vereinigten Staaten von Amerika, Alexander Hamilton. Er schlug vor, eine Nationalbank zu gründen. Trotz einer kontroversen Debatte um die Verfassungsmäßigkeit solch einer Institution wurde dennoch 1791 die First Bank of the United States (kurz: BUS) gegründet.

## Entstehung und Einflüsse
Der erste Finanzminister der Vereinigten Staaten, Alexander Hamilton, führte Anfang der 1790er Reformen durch, die dem modernen Kapitalismus in den Vereinigten Staaten den Weg ebneten und die Bundesregierung stärkten. Zu diesen Zwecken wollte er die Kaufleute (Im 18. Jahrhundert fielen sowohl Händler, Banker als auch die ersten Industriellen unter diesen Begriff.) als Wirtschaftsmotor und Unterstützung für die Regierung mobilisieren. Um Hamilton bildete sich bald die Gruppe der Föderalisten, deren Wählerbasis aus den wohlhabenden Kaufleuten der Ostküste bestand. Auch Präsident George Washington stellte sich an die Seite Hamiltons. Die Opposition bildeten die Republikaner um Thomas Jefferson und James Madison. Ihre Wählerschaft, Pflanzer aus den Südstaaten und Siedler aus der Frontier, fühlten sich von Hamiltons Reformen wirtschaftlich benachteiligt. In diesem politischen Diskurs spielte die erst 1789 ratifizierte Verfassung, an deren Ausarbeitung sowohl Hamilton als auch Madison beteiligt waren, eine besondere Rolle. Die Föderalisten beriefen sich auf eine breite Auslegung der Verfassung („broad constructionism“), um eine Stärkung der von ihnen kontrollierten Bundesregierung zu rechtfertigen. Die Republikaner warfen ihnen vor, durch ihre Missachtung der Verfassung eine Tyrannei zu ermöglichen. Sie forderten stattdessen eine strikte Auslegung („strict constructionism“). Hamilton gelang es, im 1. Kongress durch verschiedene Kompromisse Mehrheiten für seine Politik zu finden und seine ersten Vorschläge, die er im Report on Public Credit beschrieben hatte, verabschieden zu lassen. Nun beauftragte ihn der Kongress, weitere Mittel gegen die zu hohe Staatsverschuldung der Vereinigten Staaten zu finden.

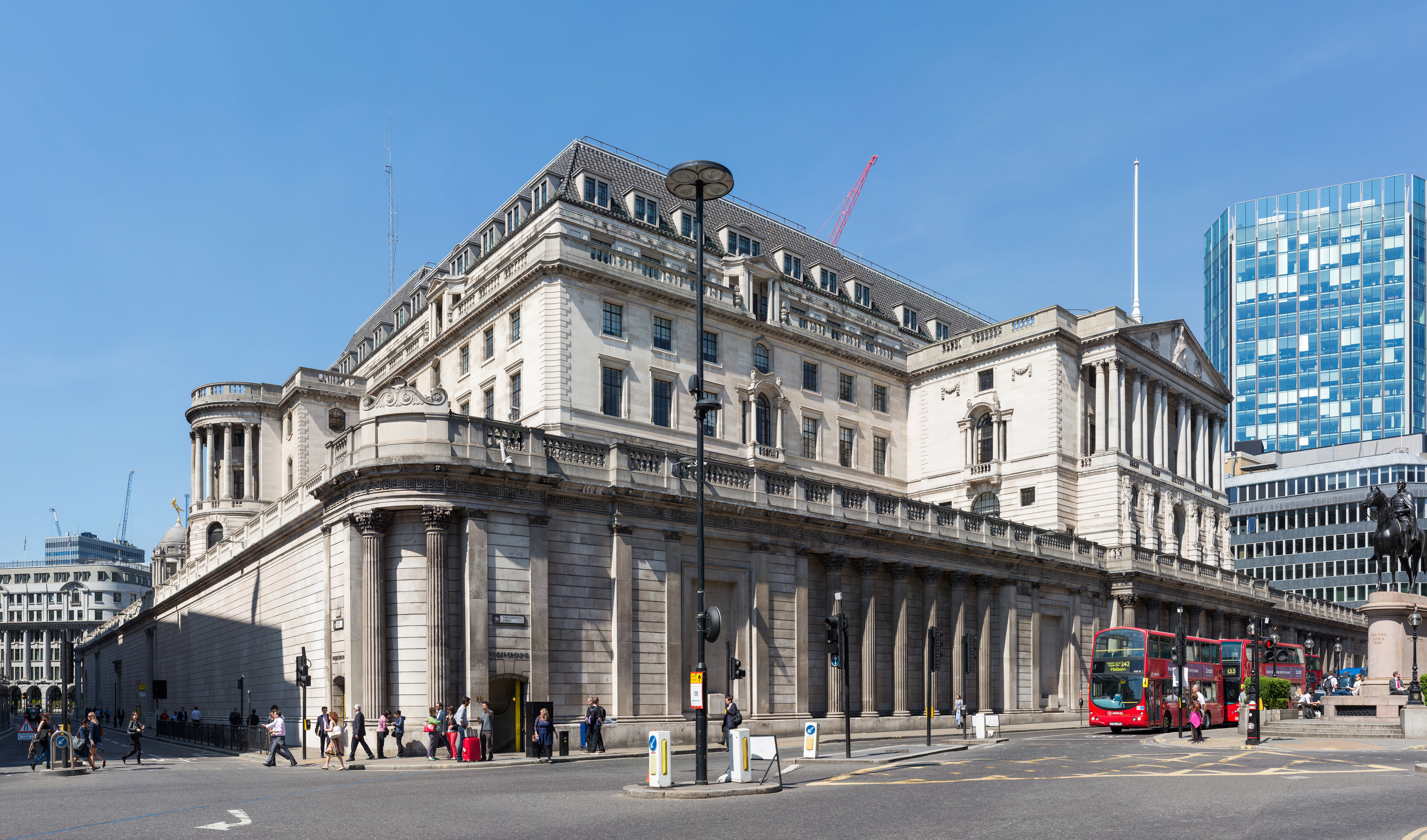
Die Bank of England bot Hamilton eine wichtige Vorlage (Foto des Hauptgebäudes, 2015).

Obwohl Hamilton seit dem Ende der 1770er die Gründung einer Nationalbank forderte, steckte die amerikanische Finanzwelt noch in ihren Kinderschuhen. Im ganzen Land gab es weniger als fünf Banken, darunter die von Hamilton mitbegründete Bank of New York. Die erste Bank der Vereinigten Staaten, die Bank of North America, war erst in den 1780ern gegründet worden. Daher musste sich Hamilton an europäischen Vorbildern orientieren, vor allem an der Bank of England. Für ihn repräsentierten diese Institutionen erste Schritte auf dem Weg, die jungen Vereinigten Staaten zu einer wirtschaftlichen und damit auch politischen Großmacht aufsteigen zu lassen. Zu dieser Überzeugung war er durch die Lektüre der Werke der schottischen Aufklärer und frühen Wirtschaftswissenschaftler David Hume und Adam Smith gelangt. Jefferson und seine Republikaner strebten im Gegensatz zu Hamilton dem Ideal einer „yeoman republic“ nach. Statt habgierigen Kaufleuten sollten einfache, tugendhafte Bauern das Land leiten.

## Inhalt
Ende des 18. Jahrhunderts kannten sich die meisten Politiker in den Vereinigten Staaten nicht mit den Wirtschaftswissenschaften aus, weshalb Hamilton in der ersten Hälfte seines Berichts die Grundlagen des Bankensystems und dessen Nutzen erläutern musste. Banken dienen Hamilton zufolge dem Zweck, das tote Kapital der Bürger – ihre Ersparnisse, die nicht zum Wirtschaftswachstum beitrugen – durch Investitionen mit Nutzen zu beleben, also die Wirtschaft und die Regierung eines Landes mit wichtigen Finanzmitteln zu versorgen. Durch ihre Banknoten vereinfachten sie den Handel, indem sie das im Land verfügbare Geldkapital erhöhten. Geschickt geführte Banken könnten nämlich mehr Banknoten ausgeben, als ihnen eigentlich zur Verfügung stünde. Ebenso förderten Banknoten, die deutlich einfacher zu transportieren seien als Münzen, die Geldzirkulation und damit die Steuereintreibung. Mit Krediten könnten Banken wiederum die Regierung in Krisenzeiten vor dem Bankrott bewahren. Daraufhin entkräftet er einige mögliche Gegenargumente. Viele Politiker hatten die Befürchtung, Banknoten könnten Metalle als Währung verdrängen und zu ihrem Export aus dem Land führen. Hamilton meinte hingegen, dass die Menge an Metallen vom Gleichgewicht zwischen Export und Import abhänge. Je mehr ein Land verkaufe, desto mehr Metalle habe es zur Verfügung stehen. Banken würden den Export fördern, also zu einer Mehrung der Metalle im Land führen.

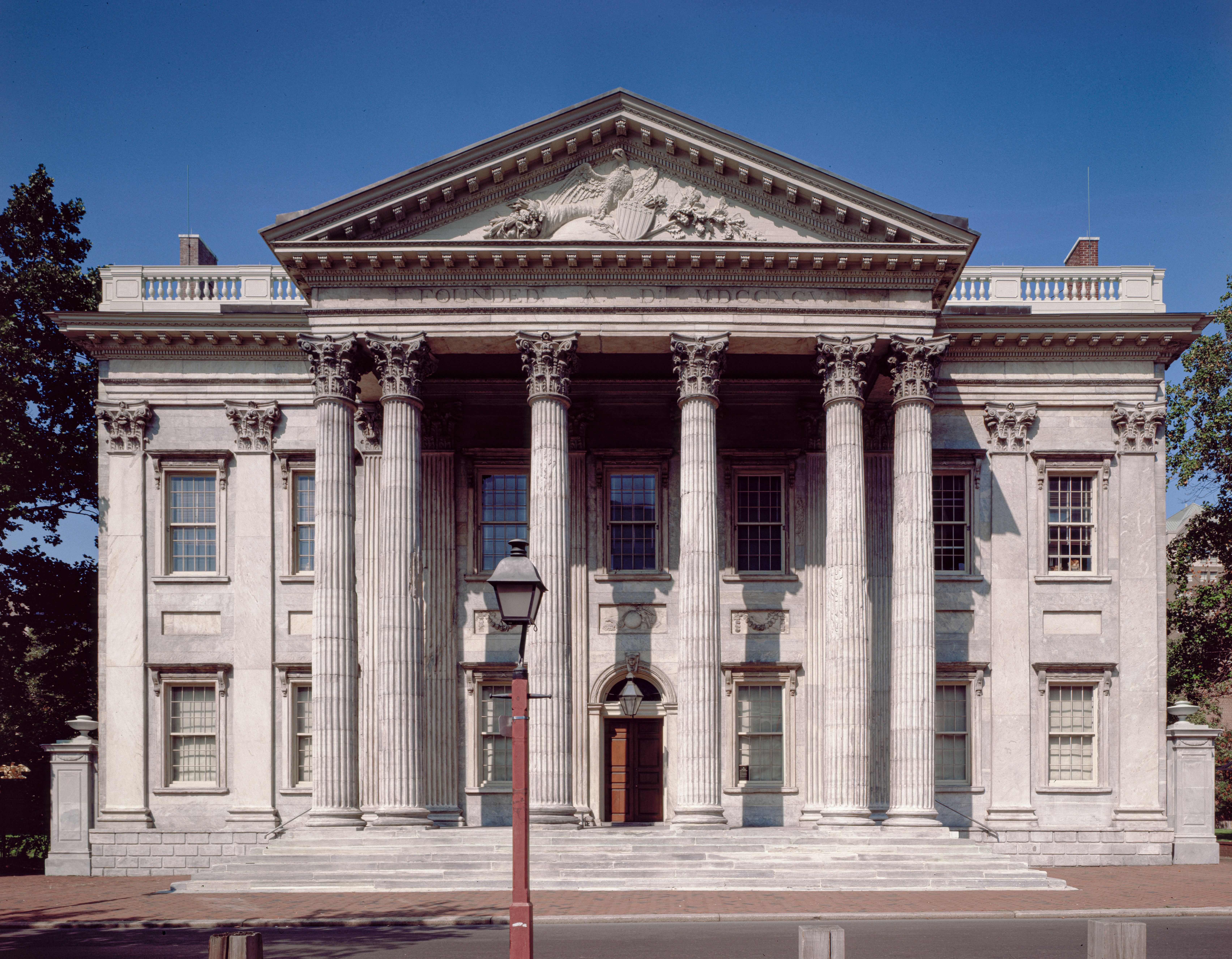
Das Gebäude der National Bank, aufgenommen zwischen 1980 und 2006

In der zweiten Hälfte geht Hamilton auf die Struktur der Nationalbank ein. Diese müsse neu gegründet werden, da die bisher bestehenden Banken die Rolle einer Nationalbank in ihrer bisherigen Form nicht erfüllen könnten. Der Kongress sollte ihr eine Charta auf zwanzig Jahre ausstellen, in welcher Zeit keine weiteren Nationalbanken gegründet werden dürften. Die Marktkapitalisierung sollte sich auf $10 Mio. belaufen; der Regierungsanteil auf einen Fünftel. Diese $2 Mio. sollten über die nächsten zehn Jahre in Raten abbezahlt werden. Als Anteilseigner war der Staat an möglichen Profiten beteiligt. Privatpersonen sollten ihre Anteile primär durch Staatsanleihen erwerben. Eine Zinsrate über 6 % wäre der Bank nicht gestattet; Kredite an Bundesstaaten oder Privatpersonen aus dem Ausland müssten vom Kongress geprüft werden. Der Finanzminister könnte wöchentlich die Rechnungen der Nationalbank einsehen. Ansonsten wäre das neue Organ vom Staate unabhängig und von einem Board of Directors mit einer regelmäßigen Rotation geleitet. Die directors wählten regelmäßig einen Bankenpräsidenten. So sollte Machtmissbrauch durch Politiker oder das Entstehen einer unkontrollierten Clique an der Spitze der Bank vermieden werden. Ausländer konnten zwar Anteile erwerben, doch durften sie weder director werden, noch konnten sie als Anteilseigner die Firmenpolitik mitbestimmen. Nur der Nationalbank, nicht der Bundesregierung, war der Druck von Papiergeld gestattet. Die Bundesregierung könne dieses Mittel in Krisenzeiten missbrauchen und eine Inflation auslösen, wie es schon während des Unabhängigkeitskrieges mit dem Kontinental-Dollar geschehen war. Aus demselben Grund müsse die Nationalbank in privaten Händen bleiben. Die für damalige Zeiten vergleichsweise hohe Marktkapitalisierung sollte verhindern, dass eine zu kleine Clique die Kontrolle über die Bank übernimmt.

## Umsetzung

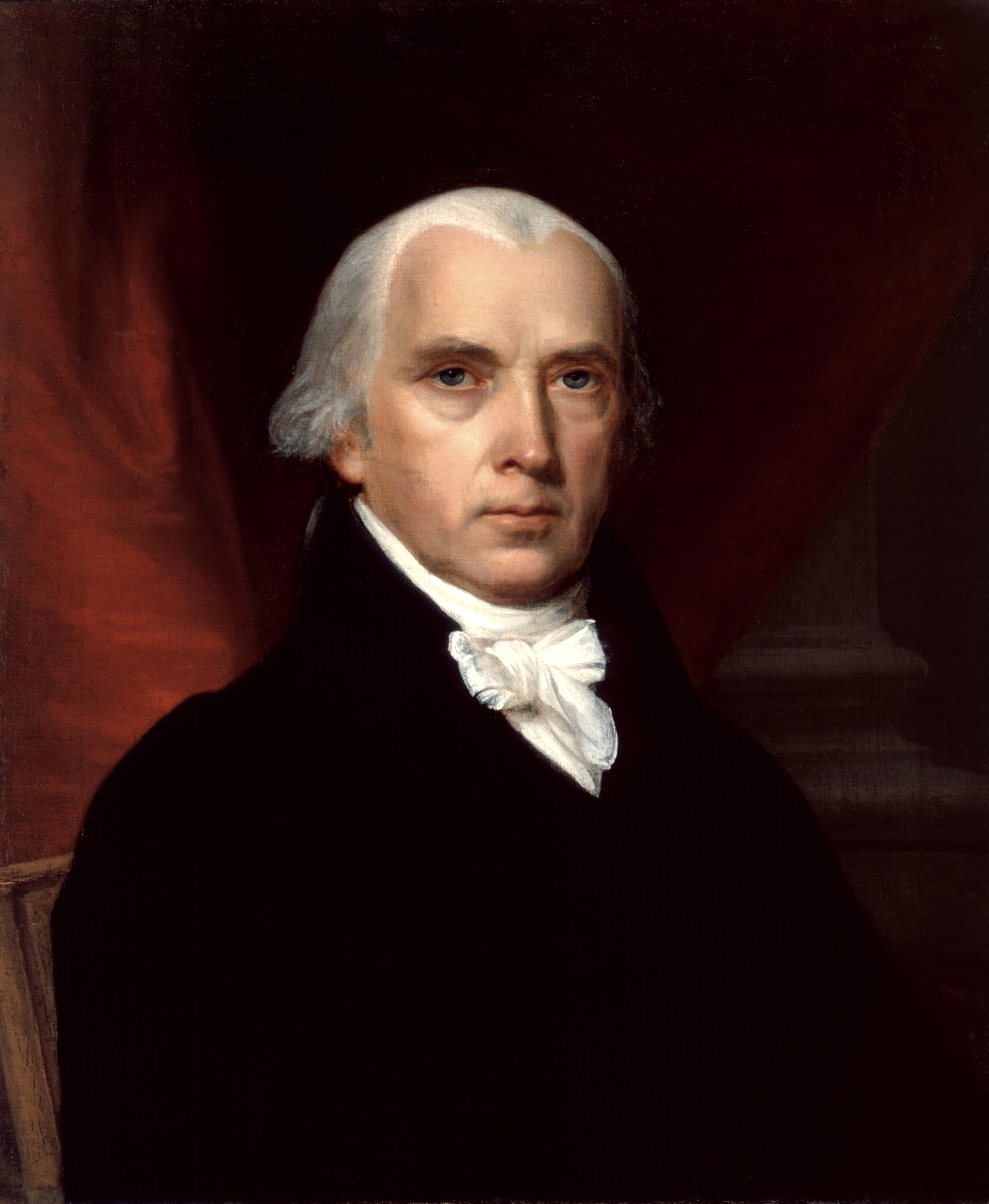
James Madison (John Vanderlyn, 1816)

Hamilton legte seinen Bericht dem Kongress am 14. Dezember 1791 vor. Verschiedene Interessengruppen stellten sich gegen seine Vorschläge. Viele Republikaner, vor allem Politiker aus der Frontier wie James Jackson, warfen Hamilton vor, ausschließlich Kaufleute bereichern zu wollen. Für sie symbolisierten Banken die Korruption der Großstadt und der dortigen Elite. Auf Grund solcher Skandale wie der Südseeblase war die Finanzwelt weiten Teilen der einfachen Bevölkerung verhasst. Man dürfe „Kapitalisten“ nicht vertrauen, als Leiter der Nationalbank dem Allgemeinwohl zu dienen. Solch ein allgemeines Misstrauen gegenüber dem „mercantile“ oder „moneyed interest“ war in der frühen Republik jedoch noch deutlich weniger ausgeprägt als in der Jacksonian Democracy der 1830er Jahre. Einige Pflanzer schlossen sich ihrem Misstrauen gegenüber den Kaufleuten an, waren laut dem Historiker Kenneth Bowling als Südstaatler jedoch auch vom Standort motiviert. Die Bank hätte ihren Sitz nämlich in der vorübergehenden Hauptstadt Philadelphia, also im Nordstaat Pennsylvania. Dadurch sahen sie das Versprechen bedroht, dass der Regierungssitz 1800 nach Washington, D. C. wechseln sollte. Des Weiteren fürchteten die Gegner einer Bank eine so hohe Stimulierung des Rohstoffexports durch Banknoten, dass zu viel Wohlstand nach Europa fließen würde. Einige Abgeordnete befürworteten statt einer einzigen Nationalbank mehrere kleinere. Auf diese Art und Weise sollte ein staatliches Monopol vermieden werden und ein größerer Teil der Vereinigten Staaten von einer Nationalbank profitieren können. So wie Hamilton beriefen sich auch seine Gegner auf englische Vorbilder, nämlich auf die „country opposition“ gegen den ersten Premierministers Robert Walpole, der ähnliche Reformen wie Hamilton durchgeführt hatte. In den Augen vieler Republikaner herrschte in allen Regierungsformen ein hohes Risiko für Machtmissbrauch, weshalb sie niemals zu viel Macht ansammeln sollte. Dem war sowohl die Bank als auch Hamiltons Ideologie entgegengesetzt. Dieser meinte nämlich, dass die Vereinigten Staaten nur mit einer starken Bundesregierung eine Großmacht werden könne.

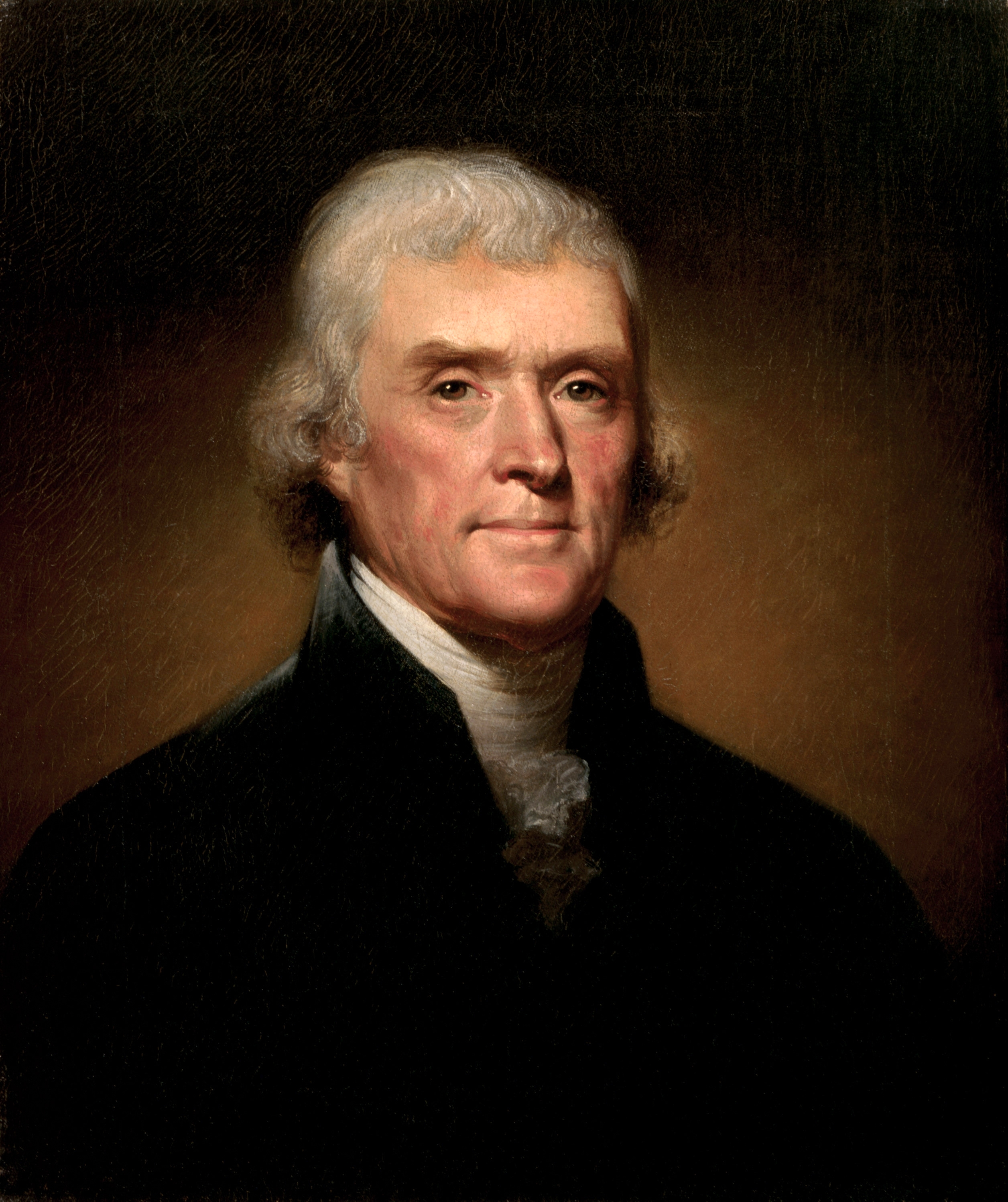
Thomas Jefferson (Rembrandt Peale, 1800)

Die Diskussion fokussierte sich jedoch primär auf die Frage, wie strikt die Verfassung auszulegen sei. Der Bundesregierung wird nämlich nicht explizit die Befugnis gegeben, eine Nationalbank zu gründen (vgl. Enumerationsprinzip); und wie der 10. Zusatzartikel nochmal klar ausdrückt: „Die Machtbefugnisse, die von der Verfassung weder den Vereinigten Staaten übertragen noch den Einzelstaaten entzogen werden, bleiben den Einzelstaaten oder dem Volke vorbehalten.“ Tatsächlich hatte der Verfassungkonventes, an dem viele der Abgeordneten selbst teilgenommen hatten, es abgelehnt, dem Kongress explizit das Recht zur Gründung einer Nationalbank zu verleihen (vgl. Originalismus). Aus diesen Gründen war die Gründung der Bank durch den Kongress laut den Republikanern verfassungswidrig. Hingegen beriefen sich die Föderalisten auf die „necessary-and-proper“-Klausel (Der Kongress darf Gesetze verabschieden, die notwendig und angebracht sind.), aus der ein Recht für solche sinnvolle Maßnahmen wie eine Nationalbank implizit hervorgehe (vgl. Implied-Powers-Doktrin). Die Nationalbank sei nämlich notwendig, um bestimmte verfassungsrechtliche Aufgaben der Bundesregierung wahrzunehmen. Ohne die Fähigkeit, Kreditinstitute zur Kreditgabe an die Bundesregierung gründen, ergäbe die verfassungsrechtliche Befähigung zur Schuldenaufnahme nämlich keinen Sinn. Ebenso erleichtere eine Nationalbank durch Banknoten die Steuereintreibung; diene also auch der Wahrnehmung dieser Aufgabe. Würde die Bundesregierung implizit verliehene Machtbefugnisse nicht nutzen, wäre sie ohnmächtig, was das Land genauso gefährde wie eine übermächtige Bundesregierung. Der Verweis auf den Verfassungskonvent wurde abgewiesen: Eine Klausel zur Gründung einer Nationalbank sei abgelehnt worden, da sie dank der Implied-Powers-Doktrin überflüssig gewesen sei. Zudem wurde den Republikanern vorgeworfen, die Verfassung zu ihren parteipolitischen Zwecken auszulegen. Madison lehnte die Implied-Powers-Doktrin als extremst gefährlich ab, da sie der Rechtfertigung aller möglichen Maßnahmen, selbst der Tyrannei dienen könnte. Eine Nationalbank könne nicht notwendig sein, um ein Land zu regieren, also dürfe sie nicht gegründet werden. Die Bank verfügte im Kongress über komfortable Mehrheitsverhältnisse. Nachdem er schon vom Senat bestätigt worden war, verabschiedete das Repräsentantenhaus das Gesetz am 8. Februar mit einer Mehrheit von 39 zu 20. Fast alle Gegenstimmen kamen aus den Südstaaten.

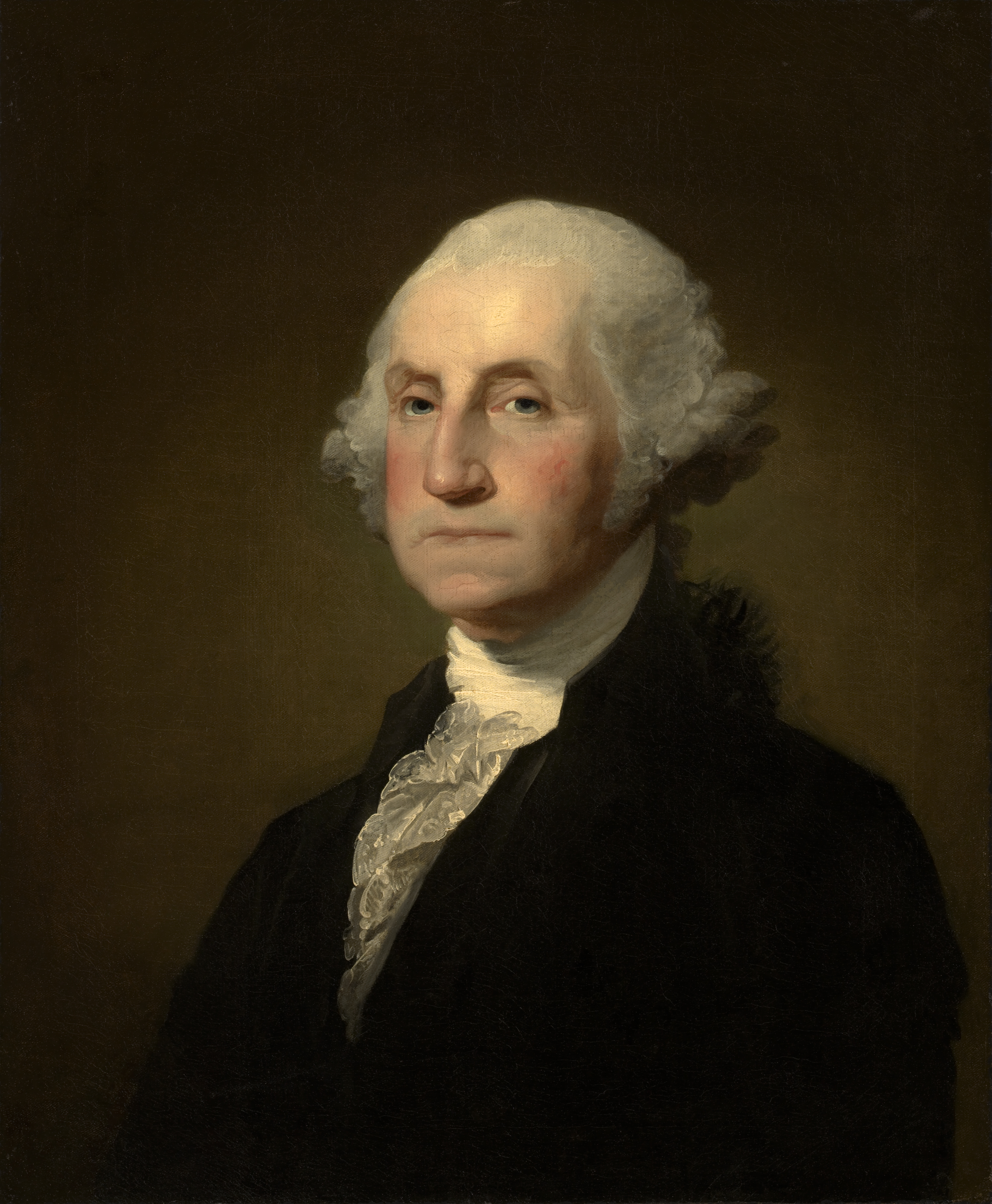
George Washington (Gilbert Stuart, 1803)

Nun versuchte Madison seinen Vertrauten Washington zu überzeugen, sein Veto gegen das in Madisons Augen verfassungswidrige Gesetz einzulegen. Den alternden General fehlte es jedoch an Erfahrung im Verfassungsrecht, weshalb er sich den Rat seines Kabinetts einholte; genauer des Justizministers Edmund Randolph, des Außenministers Jefferson und des Finanzministers Hamilton. Die Ersteren argumentierten, dass die Gründung einer Bank nicht unbedingt notwendig sei. Daher gelte die necessary-and-proper-Klausel hier nicht; eine Bank dürfe also gemäß des 10. Zusatzartikels nur von den Bundesstaaten gegründet werden. Sie trotzdem zu gründen, würde die Rechte der Einzelstaaten (vgl. States’ Rights) massiv einschränken und einen Dammbruch nach sich ziehen. Hamilton entgegnete ihnen, dass eine so restriktive Verfassungsinterpretation die Regierung lähmen würde. Die Vereinigten Staaten hätten trotz ihrer föderalen Struktur wie jeder Staat in bestimmten Bereichen die souveräne Entscheidungsgewalt, zu der auch die nötigen Machtbefugnisse gehörten, um ihre Entscheidungen durchzusetzen. Notwendig meine in diesem Kontext nützlich („needful, requisite, incidental, useful, conducive to“), also dass die Regierung die nötigen Gesetze erlassen dürfe, um ihre Regierungsaufgaben zu erfüllen (solange diese Gesetze nicht gegen andere Verfassungsrichtlinien oder das Naturrecht verstießen). Dazu müsse die Verfassung nicht für jene Gesetze eine explizite Erlaubnis aussprechen. Er drehte also die Argumentationsmuster der Republikaner um: Die Verfassung müsse keine explizite Erlaubnis bieten, damit sie verfassungsgemäß sind, sondern Maßnahmen explizit verbieten, damit sie verfassungswidrig sind. Der 10. Zusatzartikel schließe die Implied-Powers-Doktrin nicht aus, da keine Rede davon sei, dass die Machtbefugnisse der Bundesregierung explizit aufgezählt werden mussten. Diese Argumente überzeugten Washington, der das Gesetz zur Bankengründung am 25. Februar 1791 unterschrieb.

## Rezeption
Das Bankengesetz war in der amerikanischen Politik eine der ersten Gelegenheiten für eine Debatte über die Art und Weise, wie die Verfassung auszulegen sei. Rückblickend urteilen Juristen und Historiker meist, dass Hamilton Recht behielt. Heute ist klar, dass ein moderner Staat wie die USA ohne erweiterte Machtbefugnisse durch die Implied-Powers-Doktrin nicht operieren könnte. Verschiedene Historiker meinen sogar, dass die strict construction für die Republikaner hier nur Mittel zum Zweck gewesen sei, Hamiltons Reformen zu behindern. Dass die amerikanische Politik sich nur vier Jahre nach dem Verfassungskonvent über die eigentliche Bedeutung der Verfassung zerstritten hatte, dient Gegnern des Originalismus als wichtiges Argument. Da die Gründerväter sich über den Sinn ihrer Verfassung nicht einig waren, könne man sich nicht auf ihre Absichten berufen, als seien sie eine homogene Gruppe.
Die Anfänge der Bankendebatte, die erst mit dem „bank war“ der 1830er enden würde, waren ein Faktor in der Polarisierung der amerikanischen Politik in ihr erstes Parteiensystem aus den Föderalisten und Republikanern. Dabei trennte sie die Vereinigten Staaten entlang regionaler Interessengruppen – Die Unterstützer der Bank/Föderalisten stammten meist aus dem Norden des Landes, die Gegner der Bank/Republikaner meist aus dem Süden oder Westen –, aber auch entlang wirtschaftlicher Interessengruppen. Während die merkantile Stadtbevölkerung im Norden und im Süden die Bank unterstützte, stellte sich die Landbevölkerung gegen sie. Der Historiker H. Wayne Morgan meint, dass die rasante Entwicklung der Stadt den gesellschaftlichen Status der Landbevölkerung und ihre Ideale bedrohte. Die urbane Industrialisierung war im 18. Jahrhundert verbunden mit Armut, Elendsvierteln und Mobs, die die Demokratie bedrohten. Man ging davon aus, dass Fabriken nur in solch einer Welt Profite erwirtschaften könnten. Die Bank stand als Symbol für diese Entwicklung. So urteilte der Vizepräsident John Adams 1819:

“[B]anks have done more injury to the religion, morality, tranquillity, prosperity and even wealth of the nation, than they can have done or ever will do good. They are like party spirit, the delusion of the many for the interests of a few.”

„Banken haben der Religion, der Moral, dem Frieden, der Prosperität und sogar dem Reichtum der Nation mehr Schaden getan, als sie je Gutes getan haben oder tun werden. Sie sind wie die Parteilichkeit, die Täuschung der Massen zum Wohle der Wenigen.“

Auch aus moderner Sicht kann in Frage gestellt werden, wie sinnvoll Hamiltons Bank war. Der Historiker Gordon S. Wood hebt hervor, dass nur kurzfristige Kredite verliehen wurden, die binnen 90 oder weniger Tagen zurückbezahlt werden mussten. Fast ausschließlich Wertpapierhändler konnten von diesen Gebrauch machen; Bauern sowie die ersten Industriellen benötigten hingegen langfristige Kredite, um ihre Geschäfte aufzubauen. Für Wood ist dies ein Indiz dafür, dass die Föderalisten der 1790er noch wenig von den tatsächlichen Bedürfnissen des Marktes wussten und Hamilton daher noch keine moderne kapitalistische Politik durchführen konnten. Carson Holloway betont Hamiltons konservative Grundeinstellung. Für ihn habe die Amerikanische Revolution nicht bedeutet, dass man das Ancien Régime von Grund auf ersetzen müsse. Daher habe er bestimmte Elemente nicht-republikanischer Regierungen übernommen, die er als sinnvoll für eine effektive Regierungsarbeit erachtete.

## Ausgaben
- Harold C. Syrett (Hrsg.): The Papers of Alexander Hamilton. Final Version of the Second Report on the Further Provision Necessary for Establishing Public Credit (Report on a National Bank). Band 7 September 1790–January 1791, Columbia University Press, New York 1963, S. 305–342.